# Ayaz İshaki
Ğayaz Isxaqıy, ortografiat și Ayaz Ishaki, (în tătară Гаяз Исхакый, transliterat Ğayaz İsxaqí, în rusă Гаяз Исхаки, Gaiaz Ishaki; n. 10/22 februarie 1878, Yawşirmä⁠(d), RSFS Rusă, URSS – d. 22 iulie 1954, Ankara, Ankara (il), Turcia) a fost o figură de frunte a mișcării naționale tătare, scriitor, jurnalist, publicist și politician.

## Biografie
Gayaz Ishaki s-a născut în 1878 în satul Iaușirma de lângă Kazan, într-o familie de tătari mișari. A fost educat acasă de către tatăl său de la o vârstă fragedă și apoi a fost trimis să studieze la o școală religioasă (medresă). Și-a continuat studiile la școala normală pentru ruso-tătari (1898-1902).
În anul 1904 s-a mutat în Kazan, unde a cunoscut câțiva activiști politici socialiști și a adoptat unele dintre ideile lor. A participat la activități revoluționare și a fost, ulterior, arestat și trimis în 1907 într-o închisoare din apropierea orașului Arhanghelsk din nordul Rusiei.
După Revoluția din februarie 1917 Gayaz Ishaki a fost implicat în activități care urmăreau obținerea autonomiei culturale pentru tătarii de pe Volga și pentru alte popoare turcice din Rusia. Ca urmare a activităților sale naționaliste, autoritățile sovietice au declanșat o campanie de hărțuire și persecuție împotriva lui și a asociaților săi. În anul 1920 a fost nevoit să emigreze. Gayaz Ishaki s-a stabilit mai întâi în Germania, unde a început să publice în 1928 revista în limba tătară Milli Yul („Calea națiunii”).
În 1939 revista a fost închisă, iar Ishaki a decis să emigreze în Turcia. După cel de-al Doilea Război Mondial el s-a implicat din nou în activități politice. În această perioadă obiectivul său principal era restaurarea naționalității tătare pierdute în 1552, când Hanatul Kazan fusese învins și ocupat de Cnezatul Moscovei.
De-a lungul vieții, Gayaz Ishaki a călătorit în Polonia, Germania, Japonia, China și Turcia, unde a încercat să pună bazele unor reviste scrise în limba tătară și să unească comunitățile disparate ale emigranților tătari.
Gayaz Ishaki a murit în 1954 și a fost îngropat în cimitirul Edirnekapı din Istanbul.